# POSCO Football Club 1983
Questa voce raccoglie le informazioni riguardanti il POSCO Football Club nelle competizioni ufficiali della stagione 1983.

## Stagione
Iscrittosi alla neocostituita K-League come detentrice del titolo nazionale il POSCO, che aveva incluso nella propria rosa gli unici due calciatori stranieri del campionato, iniziò il campionato accreditandosi tra le possibili pretendenti alla lotta al titolo ma, nella seconda parte del torneo, si spense gradualmente concludendo al penultimo posto.

## Rosa
| N. |                          | Ruolo | Calciatore     |
| -- | ------------------------ | ----- | -------------- |
|    | Corea del Sud (bandiera) | P     | Lee Kyu-Ahn    |
|    | Corea del Sud (bandiera) | D     | Kim Cheol-Soo  |
|    | Corea del Sud (bandiera) | D     | Byung Tae-Han  |
|    | Corea del Sud (bandiera) | D     | Choi Chang-Soo |
|    | Corea del Sud (bandiera) | D     | Kim Hyung-Nam  |
|    | Corea del Sud (bandiera) | C     | Cho Tae-Chun   |
|    | Corea del Sud (bandiera) | C     | Choi Kang-Hee  |
|    | Corea del Sud (bandiera) | C     | Lee Gil-Yong   |

| N. |                          | Ruolo | Calciatore         |
| -- | ------------------------ | ----- | ------------------ |
|    | Brasile (bandiera)       | C     | Sergio Luis Cogo   |
|    | Corea del Sud (bandiera) | A     | Kim Wan-Soo        |
|    | Corea del Sud (bandiera) | A     | Kim Hyung-Ho       |
|    | Corea del Sud (bandiera) | A     | Kim Hee-Chul       |
|    | Corea del Sud (bandiera) | A     | Choi Soon-Ho       |
|    | Corea del Sud (bandiera) | A     | Choi Sang-Kook     |
|    | Brasile (bandiera)       | A     | José Roberto Alves |

## Risultati

### Korean Super League

#### Prima fase
| Seul 8 maggio 1983 | Daewoo | 1 – 1 | POSCO | Dongdaemun Stadium |

| Seul 9 maggio 1983 | Yukong Kokkiri | 1 – 1 | Daewoo | Dongdaemun Stadium |

| Pusan 15 maggio 1983 | POSCO | 1 – 1 | Daewoo | Busan Gudeok Stadium |

| Taegu 22 maggio 1983 | Hallelujah | 2 – 2 | POSCO | Daegu Civil Stadium |

| Taegu 23 maggio 1983 | POSCO | 1 – 0 | Kookmin Bank | Daegu Civil Stadium |

| Jeonju 26 giugno 1983 | Kookmin Bank | 1 – 0 | POSCO | Jeonju Stadium |

| Daejon 2 luglio 1983 | Yukong Kokkiri | 4 – 0 | Daewoo | Daejeon Hanbat Stadium |

| Taegu 3 luglio 1983 | Yukong Kokkiri | 0 – 1 | POSCO | Daegu Civil Stadium |

#### Seconda fase
| Seul 25 agosto 1983 | Hallelujah | 2 – 4 | POSCO | Dongdaemun Stadium |

| Andong 27 agosto 1983 | POSCO | 4 – 0 | Kookmin Bank | Andong Stadium |

| Taegu 31 agosto 1983 | POSCO | 0 – 2 | Daewoo | Daegu Civil Stadium |

| Gwangju 10 settembre 1983 | Yukong Kokkiri | 2 – 0 | POSCO | Gwangju Mudeung Stadium |

| Seul 13 settembre 1983 | POSCO | 3 – 1 | Kookmin Bank | Dongdaemun Stadium |

| Chuncheon 17 settembre 1983 | POSCO | 0 – 1 | Daewoo | Chuncheon Civil Stadium |

| Seul 20 settembre 1983 | Hallelujah | 2 – 3 | POSCO | Dongdaemun Stadium |

| Masan 25 settembre 1983 | Hallelujah | 1 – 0 | POSCO | Masan Stadium |

## Statistiche

### Statistiche di squadra
| Competizione        | Punti | Totale | Totale | Totale | Totale | Totale | Totale | DR |
| Competizione        | Punti | G      | V      | N      | P      | Gf     | Gs     | DR |
| ------------------- | ----- | ------ | ------ | ------ | ------ | ------ | ------ | -- |
| Korean Super League | 16    | 16     | 6      | 4      | 6      | 21     | 21     | 0  |

### Statistiche dei giocatori
| Giocatore      | Korean Super League | Korean Super League |
| Giocatore      | Presenze            | Reti                |
| -------------- | ------------------- | ------------------- |
| J. Alves       | 5                   | 0                   |
| Cho Tae-Chun   | ?                   | 1                   |
| Choi Chang-Soo | ?                   | 1                   |
| Choi Kang-Hee  | 3                   | 0                   |
| Choi Sang-Kook | 16                  | 2                   |
| Choi Soon-Ho   | 2                   | 2                   |
| S. Cogo        | 2                   | 0                   |
| Kim Hee-Chul   | 13                  | 5                   |
| Kim Kyung-Hoo  | ?                   | 1                   |
| Kim Wan-Soo    | ?                   | 2                   |
| Lee Gil-Yong   | 13                  | 7                   |